# Epes
Epes város az USA Alabama államában, Sumter megyében. Lakosainak száma 272 fő (2020. április 1.).

## Népesség
A település népességének változása:

| 2010 | 192 |
| 2020 | 272 |